# Nuwakot (Rukum)
Nuwakot (nepalski: नुवाकोट, trl. Nuvākoṭ, trb. Nuwakot) – gaun wikas samiti w zachodniej części Nepalu w strefie Rapti w dystrykcie Rukum. Według nepalskiego spisu powszechnego z 2001 roku liczył on 899 gospodarstw domowych i 5313 mieszkańców (2637 kobiet i 2676 mężczyzn).